# Abacetus catalai
Abacetus catalai là một loài bọ chân chạy thuộc phân họ Pterostichinae. Loài này được Jeannel mô tả lần đầu năm 1948.